# Самсонцево
Самсонцево— деревня  в Износковском районе Калужской области России. Входит в сельское поселение «Село Льнозавод».

## География
Расположено у реки Городенка, на дороге Мятлево—Гамзюки. Рядом — Гамзюки.

## Население
| 2002 | 2010 |
| ---- | ---- |
| 4    | →4   |